# نادي كرواتيا أدرياتي الدولي
نادي كرواتيا أدرياتي الدولي، يشار إليه عادة باسم نادي أيه سي أي أو ببساطة أيه سي أي ، هو شركة سياحة بحرية كرواتية مقرها في أوباتيا والتي تدير سلسلة مارينا على طول الجزء الكرواتي من ساحل البحر الأدرياتيكي. من 16 مراسيًا افتتحت في عام 1986 ، توسعت إلى 22 في عام 2016 ، مما يجعلها أكبر سلسلة من المراسي في البحر الأبيض المتوسط اعتبارًا من عام 2016. تشتهر أيه سي أي أيضًا بتنظيم سباقات القوارب الشراعية السنوية التي يطلق عليها «كأس أيه سي أي مباراة سباق» ، الذي عقد لأول مرة في عام 1987.

## وصلات خارجية
- موقع النادي الرسمي